# Répáti borvíz (Kászonimpér)
A répáti borvíz Kászonimpértől másfél kilométerre, a Nagy Répát-patak völgyében található.

## Leírása
A kászoni medence borvízforrásai közül a Répáti-forrás vizét palackozták legelőször. 1888-ban Balázs Simon József töltőállomást épített a dr. Lengyel Béla budapesti egyetemi tanár által vegyelemezett, kiválónak minősített borvíz palackozására. Vitos Mózes 1894-ben írta a répáti borvízről: „...a jó savanyúvizek között is a legjobbak közé tartozik.” A századfordulóra tönkrement a Balási család, a répáti töltőállomás a kászonimpéri közbirtokosság tulajdonába került, aki az évek során több bérlőnek is kiadta az üzemet. 1944-ben egy tűzvészben elpusztultak az épületek. A telep akkori bérlője Szőke József kászonaltízi vállalkozó újraindította a palackozót, fürdőt és vendégházat is építtetett a gyógyulni vágyók részére. 1948-tól különböző állami vállalatok működtették a palackozót, ami 1956-ban végleg bezárt. Ma csak gyomnövényekkel benőtt romokat lehet találni az egykor virágzó borvíztelep helyén.
A répáti borvíz nemcsak Erdély nagyvárosaiban volt ismert, hanem a Regátban, Budapesten, Bécsben és Berlinben is. Lovas szekerekkel, gépkocsikkal, vonattal szállították a különböző rendeltetési helyükre.

## Jellegzetessége
Alkáli savanyúvíz, nátrium-hidrogén-karbonát jellegű.

## Gyógyhatása
A répáti borvizet gyomorbántalmakban, idült epe- és májgyulladásban, cukorbetegségben és köszvényben szenvedők használták.
A helyiek így jellemezték a víz gyógyhatását András Ignác: Kászonszék népi gyógyászata c. könyvében: „Gyomorbántalmakra a répáti nagyborvíz kitűnő vót”.